# Modrzew eurojapoński
Modrzew eurojapoński (Larix × eurolepis Henry) – mieszaniec wewnątrzrodzajowy z rodziny sosnowatych (Pinaceae), powstały w wyniku skrzyżowania modrzewia europejskiego L. decidua i japońskiego L. kaempferi. 

## Morfologia
PokrójRoślina drzewiasta o bardzo eleganckim i smukłym wyglądzie, wysokości nawet 15 m i szerokości 8 m.
PieńPojedynczy, szarobrązowy z głębokimi bruzdami.
LiścieWąskie, szpilkowate jak u wszystkich modrzewi, skrętoległe i miękkie, zebrane w pęczki liczące kilkanaście, kilkadziesiąt sztuk, osadzone na krótkopędach i opadające na zimę.
KwiatyŻeńskie – różowe i okazałe, męskie – niepozorne, otwierające się na przedwiośniu, przed, lub w czasie rozwoju liści, stojące pionowo do góry. Roślina jednopienna.
SzyszkaBrązowa, jajowata, zawierająca nasiona, która może pozostawać na drzewie przez kilka lat.

## Zastosowanie
Roślina ozdobna, uprawiana w ogrodach i parkach. Wymaga gleby świeżej i żyznej, zasadowej lub obojętnej, oraz stanowiska słonecznego. Młode drzewa mogą przemarzać, ale stare rośliny radzą sobie dobrze z naszymi zimami.

## Szkodniki
Modrzewie są atakowane przez larwy ochojnika świerkowo-modrzewiowego.

## Choroby
Każdy modrzew, w tym modrzew eurojapoński może chorować na raka modrzewiowego, który jest spowodowany nadmiernie wilgotnym podłożem.